# Rated R.

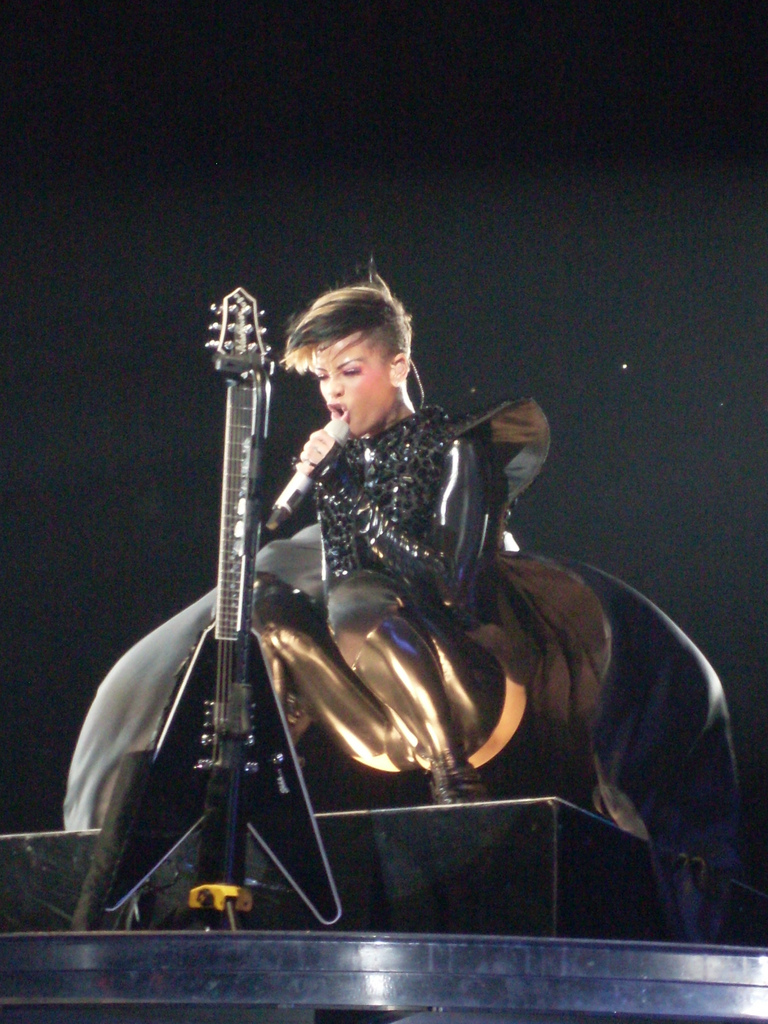
Rihanna zingt "Rockstar 101" tijdens Last Girl on Earth Tour

Rated R. is het vierde studioalbum van de Barbadiaanse zangeres Rihanna, dat op 23 november 2009 wordt uitgebracht. Het album is geproduceerd door onder anderen The-Dream, Stargate en Chase & Status. In Zwitserland en Noorwegen debuteerde het op nummer 1 in de albumlijsten. In het Verenigd Koninkrijk debuteerde Rated R op de negende positie maar behaalde na vier dagen al de gouden status.  De eerste single van Rated R. was Russian Roulette, gevolgd door Hard, die alleen uitgegeven werd in de Verenigde Staten en in het Verenigd Koninkrijk. De derde single was Rude Boy die in Australië en in de Verenigde Staten de eerste positie bereikte. Daarna volgden ook Rockstar 101 en Te Amo. Rockstar 101 werd opnieuw alleen uitgegeven in de Verenigde Staten en het Verenigd Koninkrijk. Te Amo daarentegen werd op hetzelfde moment als Rockstar 101 uitgegeven in Europa.
Het album heeft tot november 2010 wereldwijd drie miljoen exemplaren verkocht.

## Achtergrondinformatie
Rated R. is het eerste album in twee jaar, na de uitgave van Good Girl Gone Bad, dat kritisch en commercieel goed werd ontvangen. De opnames begonnen begin 2009 en bekend werd dat er nummers waren opgenomen met Rihanna's toenmalige vriend Chris Brown. Na de mishandeling van Rihanna door Brown, werden de duetten geschrapt en werd het opnemen van het album uitgesteld. Een van de nummers die beiden samen hebben opgenomen, Bad Girl, zou op de soundtrack van Confessions of a Shopaholic geplaatst worden. Door het incident werd het duet echter vervangen door een andere versie dat door de Pussycat Dolls waren ingezongen.

## Opnames en stijl

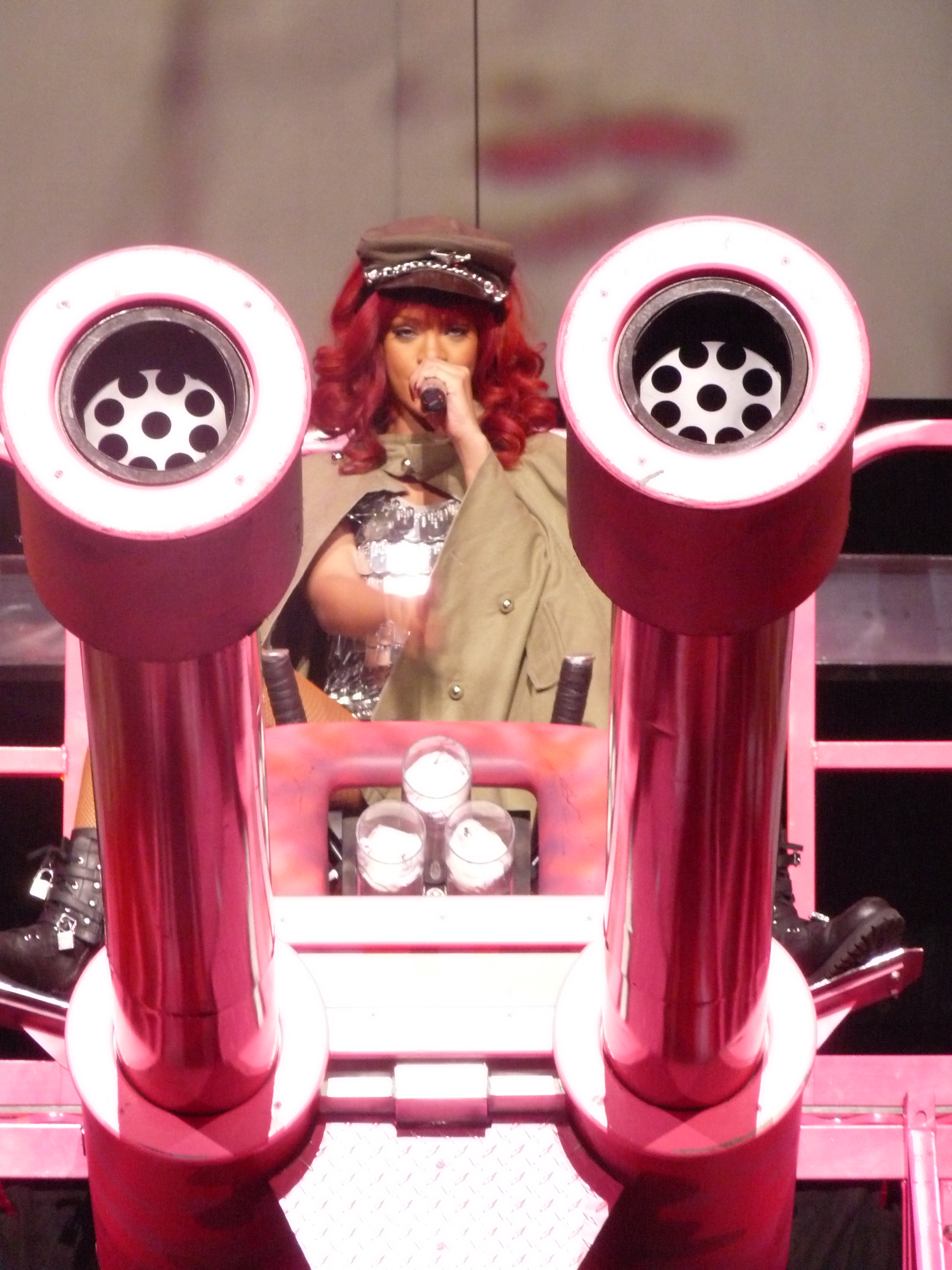
Rihanna zingt "Hard" tijdens de Loud Tour in Sunrise, Florida, terwijl ze zit op een roze tank die gelijk is aan de tank in haar videoclip van Hard.

Rihanna begon eind maart 2009 met het opnemen van een nieuw album, dat acht maanden later werden afgerond. De opnames vonden plaats in New York, Londen, Parijs en Los Angeles. Het was bekend dat Rihanna samen met de rapper Drake een duet opnam, dit haalde uiteindelijk niet het album.
Rihanna werkte op het album met verschillende schrijvers en producers, waaronder Chuck Harmony, The-Dream, Christopher "Tricky" Stewart, Chase & Status, Justin Timberlake, Ne-Yo en StarGate. Met Justin Timberlake werkte ze eerder aan Rehab op Good Girl Gone Bad en met Ne-Yo schreef zij Unfaithful, het duet Hate That I Love You en Take a Bow, waarbij de laatstgenoemden door StarGate zijn geproduceerd. The-Dream werkte samen met Tricky Stewart aan twee nummers: Hard en Rockstar 101. Ne-Yo beschreef Rihanna als een meer zelfverzekerdere vrouw tijdens de opnames. Stilistisch wilde zij grenzen opzoeken, zowel thematisch als muzikaal. Rihanna wilde meer donkere muziek en teksten op het album. Een voorbeeld hiervan is leadsingle Russian Roulette.
Het album werd een emotioneel album dat sterk door rock beïnvloed was. Ze bundelde haar krachten met will.i.am in het nummer Photographs en ook met Justin Timberlake in Cold Case Love en Hole in My Head, die niet bij het standaardalbum maar wel bij een exemplaar van Nokia was toegevoegd). Rockstar 101 bevat een samenwerking met Slash. En in "Hard" had ze samengewerkt met "Jeezy".

## Singles
- De eerste single van Rated R was Russian Roulette. In de Nederlandse Top 40 belandde de single op de vijfde positie. In de Vlaamse Ultratop 50 piekte ze op de vijfde positie. De videoclip werd op 13 november 2009 uitgebracht.
- De tweede single was Hard. Deze single werd in Nederland en Vlaanderen geen groot succes.
- De derde single was Rude Boy. In Nederland piekte de single op nummer 9. In Vlaanderen werd de single een groter succes. In de Verenigde Staten bereikte het de eerste positie. De twee vorige videoclips waren donkertonig, waardoor Rihanna een kleurrijke videoclip wilde. De videoclip ging op 10 februari 2010 in première.
- De vierde single was Rockstar 101. Deze single werd alleen uitgegeven in de Verenigde Staten en het Verenigd Koninkrijk. De videoclip werd uitgebracht op 19 mei 2010 en werd opgenomen in april 2010.
- De laatste single van Rated R werd Te Amo. In Nederland stond de single op nummer 31 terwijl het in België op nummer tien piekte. De videoclip werd opgenomen in Parijs en op 28 mei 2010 verscheen de video. In de videoclip speelde het model Laetitia Casta mee.

### Promotiesingles
- "Wait Your Turn" werd de promotiesingle voor "Rated R.". Dit liedje werd een groot succes wegens de verkoop van het album. Het nummer stond op nummer 32 in Ierland en nummer 17 in het Verenigd Koninkrijk. De videoclip van het lied werd op 16 oktober 2009 opgenomen. De première van de video was op 9 november 2009. Rihanna zei er toen over: "De video is opgenomen op een zeer koude dag in New York. We waren wel allemaal zeer benieuwd omdat het om de eerste clip ging van het album."

## Promotie

### Evenementen
Op 15 oktober stond er op haar website het volgende te lezen: "THE WAIT IS OVER". Er stond ook de verschijningsdatum van het album bij. De volgende dag postte ze de een kort filmpje waarin ze haar liedje "The Wait Is Ova" promootte. Er stond ook een klokje op dat aftelde naar haar officiële website. Op  november 2009 praatte Rihanna voor het eerst in een talkshow (namelijk Good Morning America") over de mishandeling van Chris Brown. Nokia en Def Jam hielden een promotieconcert dat op 19 november 2009 gehouden werd. Op 4 februari trad Rihanna op bij de "Pepsi Super Bowl".  Op 27 maart trad ze ook op bij de "Kids Choice Awards". Daar zong ze "Hard" , "Rude Boy" en "Don't Stop The Music".

### Last Girl on Earth Tour

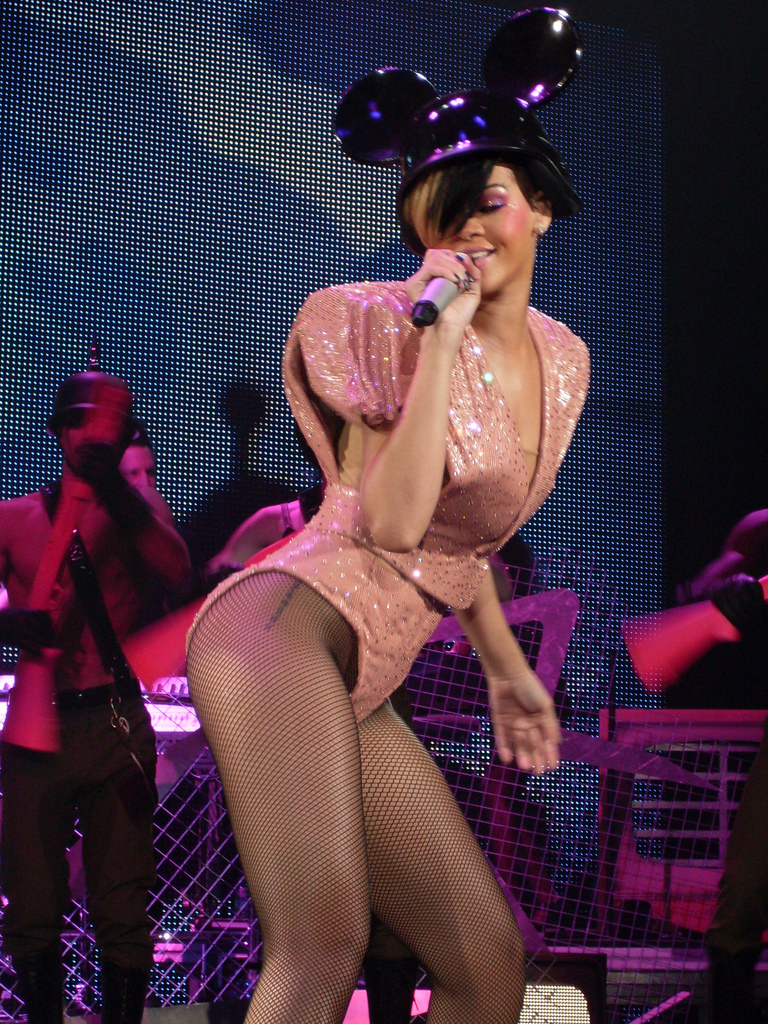

Last Girl On Earth Tour is de titel van Rihanna's tour die ze maakte ter promotie van haar album Rated R. In 2010 bracht Rihanna een bezoekje aan Europa en Noord-Amerika. In 2011 was Australië aan de beurt. Op 16 april 2010 begon Rihanna aan haar wereldwijde tour. Ke$ha, Travie McCoy en Alexis Jordan stonden in haar voorprogramma. Ze plande dertig shows in Europa, 27 in Noord-Amerika, negen in Australië en een show in Azië.

## Remix
Rihanna bracht van Rated R ook een Remix-album uit. Op het album staan remixen van onder andere Russian Roulette en nog vele andere hits. Het Album werd in Europa op 21 mei uitgebracht. In Amerika lag "Rated R - The Remix" op 25 mei in de winkelrekken.

## Tracklist
| Nr. | Titel                       | Schrijver(s)                                                                               | Producer(s)                       | Duur |
| --- | --------------------------- | ------------------------------------------------------------------------------------------ | --------------------------------- | ---- |
| 1.  | Mad House                   | Makeba Riddick, Will Kennard, Saul Milton, Robyn Fenty                                     | Chase & Status                    | 1:34 |
| 2.  | Wait Your Turn              | James Fauntleroy II, Mikkel Eriksen, Tor Hermansen, Kennard, Milton, Takura Tendayi, Fenty | StarGate, Chase & Status          | 3:46 |
| 3.  | Hard (met Jeezy)            | Terius Nash, Christopher Stewart, Fenty, Jay Jenkins                                       | Tricky Stewart, The-Dream         | 4:10 |
| 4.  | Stupid in Love              | Shaffer Smith, Eriksen, Hermansen                                                          | StarGate, Ne-Yo (co)              | 4:01 |
| 5.  | Rockstar 101 (met Slash)    | Nash, Stewart, Fenty                                                                       | Tricky Stewart, The-Dream         | 3:58 |
| 6.  | Russian Roulette            | Smith, Chuck Harmon                                                                        | Chuck Harmony, Ne-Yo              | 3:48 |
| 7.  | Fire Bomb                   | Fauntleroy II, Brian Kennedy, Fenty                                                        | Brian Kennedy                     | 4:17 |
| 8.  | Rude Boy                    | Eriksen, Hermansen, Ester Dean, Riddick, Rob Swire, Fenty                                  | StarGate, Rob Swire               | 3:43 |
| 9.  | Photographs (met will.i.am) | William Adams, Jean Baptiste, Michael McHenry, Allan Pineda                                | will.i.am, Paper Boy (add)        | 4:46 |
| 10. | G4L                         | Kennard, Milton, Fauntleroy II, Fenty                                                      | Chase & Status                    | 3:59 |
| 11. | Te Amo                      | Eriksen, Hermansen, Fauntleroy II, Fenty                                                   | StarGate                          | 3:28 |
| 12. | Cold Case Love              | Justin Timberlake, Robin Tadross, Fauntleroy II                                            | The Y's                           | 6:04 |
| 13. | The Last Song               | Fauntleroy II, Kennedy, Ben Harrison, Fenty                                                | Brian Kennedy, Ben Harrison (add) | 4:16 |

| Nr. | Titel                             | Remix                          | Duur |
| --- | --------------------------------- | ------------------------------ | ---- |
| 1.  | Mad House                         | Chew Fu Straight Jacket Fix    | 2:12 |
| 2.  | Russian Roulette                  | Chew Fu Black Russian Fix      | 5:55 |
| 3.  | Rockstar 101 (featuring Slash)    | Chew Fu Teacher’s Pet Fix      | 4:27 |
| 4.  | Wait Your Turn                    | Chew Fu Can’t Wait No More Fix | 5:09 |
| 5.  | Photographs (featuring will.i.am) | Chew Fu 35mm Fix               | 5:59 |
| 6.  | Rude Boy                          | Chew Fu Vitamin S Fix          | 5:41 |
| 7.  | Hard (featuring Jeezy)            | Chew Fu Granite Fix            | 5:28 |
| 8.  | G4L                               | Chew Fu Guns in the Air Fix    | 5:25 |
| 9.  | Fire Bomb                         | Chew Fu Molotov Fix            | 6:58 |
| 10. | Stupid in Love                    | Chew Fu Small Room Fix         | 5:32 |

## Data van uitgave
| Regio               | Datum            | Label     | Format       |
| ------------------- | ---------------- | --------- | ------------ |
| Ierland             | 20 november 2009 | Def Jam   | cd, download |
| Nederland           | 20 november 2009 | Def Jam   | cd, download |
| Australië           | 20 november 2009 | Def Jam   | cd, download |
| Duitsland           | 20 november 2009 | Def Jam   | cd, download |
| Verenigd Koninkrijk | 22 november 2009 | Mercury   | cd, download |
| Verenigde Staten    | 23 november 2009 | Def Jam   | cd, download |
| Denemarken          | 23 november 2009 | Def Jam   | cd, download |
| Canada              | 23 november 2009 | Def Jam   | cd, download |
| Brazilië            | 24 november 2009 | Universal | cd, download |
| Peru                | 26 november 2009 | Universal | cd, download |
| Argentinië          | 26 november 2009 | Universal | cd, download |

## Hitnoteringen

### NederlandseAlbum Top 100
| Hitnotering: 28-11-2009 t/m 04-09-2010 | Hitnotering: 28-11-2009 t/m 04-09-2010 | Hitnotering: 28-11-2009 t/m 04-09-2010 | Hitnotering: 28-11-2009 t/m 04-09-2010 | Hitnotering: 28-11-2009 t/m 04-09-2010 | Hitnotering: 28-11-2009 t/m 04-09-2010 | Hitnotering: 28-11-2009 t/m 04-09-2010 | Hitnotering: 28-11-2009 t/m 04-09-2010 | Hitnotering: 28-11-2009 t/m 04-09-2010 | Hitnotering: 28-11-2009 t/m 04-09-2010 | Hitnotering: 28-11-2009 t/m 04-09-2010 | Hitnotering: 28-11-2009 t/m 04-09-2010 | Hitnotering: 28-11-2009 t/m 04-09-2010 | Hitnotering: 28-11-2009 t/m 04-09-2010 | Hitnotering: 28-11-2009 t/m 04-09-2010 | Hitnotering: 28-11-2009 t/m 04-09-2010 | Hitnotering: 28-11-2009 t/m 04-09-2010 | Hitnotering: 28-11-2009 t/m 04-09-2010 | Hitnotering: 28-11-2009 t/m 04-09-2010 | Hitnotering: 28-11-2009 t/m 04-09-2010 | Hitnotering: 28-11-2009 t/m 04-09-2010 | Hitnotering: 28-11-2009 t/m 04-09-2010 |
| Week                                   | 1                                      | 2                                      | 3                                      | 4                                      | 5                                      | 6                                      | 7                                      | 8                                      | 9                                      | 10                                     | 11                                     | 12                                     | 13                                     | 14                                     | 15                                     | 16                                     | 17                                     | 18                                     | 19                                     | 20                                     | 21                                     |
| -------------------------------------- | -------------------------------------- | -------------------------------------- | -------------------------------------- | -------------------------------------- | -------------------------------------- | -------------------------------------- | -------------------------------------- | -------------------------------------- | -------------------------------------- | -------------------------------------- | -------------------------------------- | -------------------------------------- | -------------------------------------- | -------------------------------------- | -------------------------------------- | -------------------------------------- | -------------------------------------- | -------------------------------------- | -------------------------------------- | -------------------------------------- | -------------------------------------- |
| Nummer                                 | 22                                     | 47                                     | 49                                     | 44                                     | 37                                     | 41                                     | 35                                     | 36                                     | 44                                     | 38                                     | 44                                     | 50                                     | 53                                     | 36                                     | 33                                     | 50                                     | 52                                     | 50                                     | 63                                     | 67                                     | 59                                     |
| Week                                   | 22                                     | 23                                     | 24                                     | 25                                     | 26                                     | 27                                     | 28                                     | 29                                     | 30                                     | 31                                     | 32                                     | 33                                     | 34                                     | 35                                     | 36                                     | 37                                     | 38                                     | 39                                     | 40                                     | 41                                     |                                        |
| Nummer                                 | 18                                     | 43                                     | 30                                     | 36                                     | 45                                     | 63                                     | 73                                     | 58                                     | 79                                     | 84                                     | 68                                     | 53                                     | 64                                     | 53                                     | 50                                     | 59                                     | 46                                     | 50                                     | 60                                     | 66                                     | uit                                    |

### VlaamseUltratop 100Albums
| Hitnotering: 28-11-2009 t/m 04-09-2010 | Hitnotering: 28-11-2009 t/m 04-09-2010 | Hitnotering: 28-11-2009 t/m 04-09-2010 | Hitnotering: 28-11-2009 t/m 04-09-2010 | Hitnotering: 28-11-2009 t/m 04-09-2010 | Hitnotering: 28-11-2009 t/m 04-09-2010 | Hitnotering: 28-11-2009 t/m 04-09-2010 | Hitnotering: 28-11-2009 t/m 04-09-2010 | Hitnotering: 28-11-2009 t/m 04-09-2010 | Hitnotering: 28-11-2009 t/m 04-09-2010 | Hitnotering: 28-11-2009 t/m 04-09-2010 | Hitnotering: 28-11-2009 t/m 04-09-2010 | Hitnotering: 28-11-2009 t/m 04-09-2010 | Hitnotering: 28-11-2009 t/m 04-09-2010 | Hitnotering: 28-11-2009 t/m 04-09-2010 | Hitnotering: 28-11-2009 t/m 04-09-2010 | Hitnotering: 28-11-2009 t/m 04-09-2010 | Hitnotering: 28-11-2009 t/m 04-09-2010 | Hitnotering: 28-11-2009 t/m 04-09-2010 | Hitnotering: 28-11-2009 t/m 04-09-2010 | Hitnotering: 28-11-2009 t/m 04-09-2010 | Hitnotering: 28-11-2009 t/m 04-09-2010 |
| Week                                   | 1                                      | 2                                      | 3                                      | 4                                      | 5                                      | 6                                      | 7                                      | 8                                      | 9                                      | 10                                     | 11                                     | 12                                     | 13                                     | 14                                     | 15                                     | 16                                     | 17                                     | 18                                     | 19                                     | 20                                     | 21                                     |
| -------------------------------------- | -------------------------------------- | -------------------------------------- | -------------------------------------- | -------------------------------------- | -------------------------------------- | -------------------------------------- | -------------------------------------- | -------------------------------------- | -------------------------------------- | -------------------------------------- | -------------------------------------- | -------------------------------------- | -------------------------------------- | -------------------------------------- | -------------------------------------- | -------------------------------------- | -------------------------------------- | -------------------------------------- | -------------------------------------- | -------------------------------------- | -------------------------------------- |
| Nummer                                 | 31                                     | 32                                     | 40                                     | 31                                     | 35                                     | 34                                     | 29                                     | 16                                     | 27                                     | 27                                     | 30                                     | 36                                     | 32                                     | 56                                     | 57                                     | 50                                     | 52                                     | 43                                     | 46                                     | 52                                     | 41                                     |
| Week                                   | 22                                     | 23                                     | 24                                     | 25                                     | 26                                     | 27                                     | 28                                     | 29                                     | 30                                     | 31                                     | 32                                     | 33                                     | 34                                     | 35                                     | 36                                     | 37                                     | 38                                     | 39                                     | 40                                     | 41                                     |                                        |
| Nummer                                 | 25                                     | 27                                     | 32                                     | 34                                     | 50                                     | 79                                     | 81                                     | 64                                     | 58                                     | 51                                     | 53                                     | 41                                     | 56                                     | 57                                     | 54                                     | 49                                     | 38                                     | 46                                     | 69                                     | 55                                     | uit                                    |